# Barbara Cupisti
Barbara Cupisti (Viareggio, 24 de enero de 1962) es una actriz y cineasta italiana, reconocida principalmente por su participación en películas de terror en la década de 1980 trabajando con reconocidos directores como Dario Argento y Michele Soavi. En la década de 2000 inició su carrera como cineasta vinculada a la compañía Rai Cinema. Desde entonces ha dirigido cerca de diez documentales.

## Filmografía

### Como actriz
| Año     | Título                                     | Papel             | Notas        |
| ------- | ------------------------------------------ | ----------------- | ------------ |
| 1982    | The New York Ripper                        | Heather           |              |
| 1983    | The Key                                    | Lisa Rolfe        |              |
| 1985    | Chateauvallon                              | Alexandra         | 26 episodios |
| 1985    | International Airport                      |                   | 3 episodios  |
| 1987    | Deliria                                    | Alicia            |              |
| 1987    | Eleven Days, Eleven Nights                 | Alicia            |              |
| 1987    | Opera                                      | Signora Albertini |              |
| 1988    | Piazza Navona                              |                   | 1 episodio   |
| 1989    | The Hell's Gate                            | Erna              |              |
| 1989    | La salle de bain                           | Esposa del doctor |              |
| 1989    | La chiesa                                  | Lisa              |              |
| 1989    | Il bambino e il poliziotto                 | Lucia             |              |
| 1989    | Dark Bar                                   | Elisabeth         |              |
| 1990    | Flight from Paradise                       | Assessino         |              |
| 1990    | Formula I                                  |                   |              |
| 1990    | Il volo di Teo                             |                   |              |
| 1990    | Eyewitness                                 | Elisa             |              |
| 1992    | Edera                                      | Dalma             | 21 episodios |
| 1992    | La espada y el deseo                       | María Cristina    |              |
| 1994    | Cemetery Man                               | Magda             |              |
| 1994    | Only You                                   | Anna              |              |
| 1995    | L'anno prossimo... vado a letto alle dieci | Betty             |              |
| 1997    | Le mani forti                              |                   |              |
| 1997    | Commercial Break                           | Mary Cantucci     |              |
| 1999    | Gialloparma                                | Cristina          |              |
| 1999    | Not Registered                             |                   |              |
| 2000    | Denti                                      |                   |              |
| 2001–02 | Distretto di Polizia                       | Irene Martini     | 2 episodios  |
| 2002    | Total Kheops                               | Paola             |              |
| 2002    | Sotto gli occhi di tutti                   | Barbara           |              |

### Como directora
| Año  | Título                  |
| ---- | ----------------------- |
| 2002 | Mothers                 |
| 2008 | Forbidden Childhood     |
| 2008 | Io Sono                 |
| 2012 | Storie di carcere       |
| 2012 | Interferenze Rom        |
| 2014 | Exiles. The Wars        |
| 2014 | Exiles. Tibet           |
| 2016 | Exiles. The environment |
| 2016 | Womanity                |
| 2020 | My America              |